# Alnmouth
Alnmouth – wieś w Anglii, w hrabstwie Northumberland. Leży 46 km na północ od miasta Newcastle upon Tyne i 442 km na północ od Londynu. Miejscowość liczy 562 mieszkańców.